# Pardosa thorelli
Pardosa thorelli este o specie de păianjeni din genul Pardosa, familia Lycosidae. A fost descrisă pentru prima dată de Collett, 1876.
Este endemică în Norway. Conform Catalogue of Life specia Pardosa thorelli nu are subspecii cunoscute.